# Paul Cook (dobos)
Paul Thomas Cook (Hammersmith, London, 1956. július 20. –) angol dobos, a Sex Pistols tagja.

## Gyermekkora
Cook Hammersmithben nőtt fel. A White City Estate-i Christopher Wren iskolában találkozott Steve Jones-szal. 1972-ben megalapították a The Strand nevű együttest Wally Nightingale-lel. Cook volt az első a tagok közül, aki megvásárolt egy hangszert (dobfelszerelés) ahelyett, hogy ellopta volna. Az elkövetkező három évben a The Strandből létrejött a Sex Pistols.

## Zenei pályafutása
A Sex Pistols két és féléves fennállás után oszlott fel. Cook és Jones ezt követően együtt dolgozott Malcolm McLaren The Great Rock 'n' Roll Swindle filmjének zenéjén. Ők ketten több dalt is felvettek a Sex Pistols neve alatt. Ezután saját együttest alapítottak, a The Professionals-t, majd közreműködtek Johnny Thunders So Alone albumán.
A The Professionals négy kislemezt és egy albumot adott ki, de sosem ért fel a Pistols kereskedelmi sikerével.
Az 1980-as évek elején Cook Jonesszal együtt az angol Bananarama együttest irányították. Cook segédkezett az első kislemez elkészítésénél, és a debütáló album producere volt.
Az 1980-as évek végén a Chiefs of Relief együttesben játszott, az 1990-es években Phil Collent kísérte. 1996-ban az újraalakult Sex Pistols-szal turnézott.
2007-ben a Sex Pistols a Never Mind the Bollocks, Here’s the Sex Pistols megjelenésének 30. évfordulója alkalmából több koncertet adott. 2008-ban több jelentős fesztivál fellépői voltak.
Cook a Man-Raze dobosa lett. 2008-ban adták ki debütáló albumukat, a Surrealt, 2009-ben az Egyesült Királyságban turnéztak.
Cook 2011-ben csatlakozott a Vic Godard & Subway Sect formációhoz, mely több koncertet adott 2012 folyamán.

## Magánélete
Cook jelenleg Shepherd's Bush-ban él feleségével és lányával, Hollie Cook-kal. Cook tagja a Hollywood United F.C.-nek.

## Fordítás
- Ez a szócikk részben vagy egészben  a   Paul Cook című angol Wikipédia-szócikk fordításán alapul.  Az eredeti cikk szerkesztőit annak laptörténete sorolja fel. Ez a jelzés csupán a megfogalmazás eredetét és a szerzői jogokat jelzi, nem szolgál a cikkben szereplő információk forrásmegjelöléseként.